# Bleed It Out
«Bleed It Out» — другий сингл з альбому «Minutes to Midnight» американського гурту Linkin Park. Реліз CD-синглу відбувся 20 серпня 2007 року. На пісню також випущений кліп, прем'єра пройшла на каналі MTV-Germany 31 липня. Ця пісня була визнана #44 у списку 100 найкращих пісень 2007 року Rolling Stone .